# Route asiatique 82
Pour les articles homonymes, voir Route 82.
La route asiatique 82 (AH82) est une route du réseau routier asiatique longue de 1 261 km et allant de Sotchi en Russie jusqu'à Ivughli (en) en Iran.

## Routes
La route 82 est composée de tronçon des routes suivantes :

### Russie
- : Sotchi

### Géorgie
- : Leselidze - Soukhoumi - Gali[4]
- : Zougdidi - Senaki - Khashuri
- : Khashuri - Akhaltsikhe
- : Akhaltsikhe - Ninotsminda

### Arménie
- Մ1: Bavra - Gyumri
  - Մ7: Gyumri - Akhurik (D. 060)
- Մ1: Gyumri - Ashtarak - Yerevan
- Մ2: Erevan - Yeraskh - Goris - Kapan - Meghri - Agarak

### Iran
- : Nurduz - Djolfa

- : Djolfa - Ivughli

## Tracé de la AH82
- Poti
- Senaki
- Samtredia
- Khashuri
- Akhaltsikhe
- Gyumri
- Erevan
- Yeraskh
- Meghri
- Djolfa
- Ivughli
- Gyumri